# Matthias Koch (Journalist, 1970)
Matthias Koch (* 1970 in Berlin) ist ein deutscher Sportjournalist und Autor.
Koch wurde in Berlin-Köpenick geboren. Nach dem Abitur absolvierte er von 1987 bis 1990 eine Ausbildung zum Offsetdrucker und arbeitete im Anschluss für ein Jahr als Drucker in Berlin-Oberschöneweide. Folgend begann er ein Lehramtsstudium für Geschichte und Sport an der Humboldt-Universität zu Berlin, das er 1999 abbrach. Von 2003 bis 2008 war er als Volontär und danach als Sportredakteur bei der Tageszeitung Neues Deutschland tätig. Seit 2009 ist er freiberuflich tätig und veröffentlicht u. a. in der Berliner Fußballwoche, dem Kicker und dem Tagesspiegel. Schwerpunkt seiner Publikationen ist der Fußball in Ostdeutschland.
Koch selbst spielte Fußball bei Motor Köpenick und dem Nachfolgeverein Köpenicker SC. Parallel dazu trainierte er Jugendmannschaften des Köpenicker SC und von 2000 bis 2002 auch des 1. FC Union Berlin.
Er lebt in Berlin-Grünau, ist verheiratet und hat eine Tochter.

## Publikationen
- Energie Cottbus: Das Wunder aus der Lausitz. Verlag Das Neue Berlin, Berlin 2004, ISBN 978-3-360-01252-4.
- Immer weiter – ganz nach vorn': Die Geschichte des 1. FC Union Berlin. Verlag Die Werkstatt, Göttingen 2013, ISBN 978-3-7307-0049-5.
- 111 Gründe, den FC Carl Zeiss Jena zu lieben: Eine Liebeserklärung an den großartigsten Fußballverein der Welt. Schwarzkopf & Schwarzkopf Verlag, Berlin 2014, ISBN 978-3-86265-418-5.
- Torsten Mattuschka: Kultkicker mit Herz und Plauze. Verlag Die Werkstatt, Göttingen 2017, ISBN 978-3-7307-0327-4.
- Der eiserne Aufstieg: Unions langer Weg in die Bundesliga. Verlag Die Werkstatt, Göttingen 2019, ISBN 978-3-7307-0490-5.
- Union rockt die Bundesliga. Verlag Die Werkstatt, Göttingen 2020, ISBN 978-3-7307-0529-2.
- 1. FC Union Berlin: Populäre Irrtümer und andere Wahrheiten. Klartext Verlag, Essen 2021, ISBN 978-3-8375-2385-0.
- Von Köpenick nach Europa: Die Geschichte des 1. FC Union Berlin Verlag Die Werkstatt, Göttingen 2023, ISBN 978-3-7307-0673-2.